# 歌姫 (沢田美紀の曲)
「歌姫」（うたひめ）は、2006年4月5日に発売された沢田美紀の3枚目のシングル。

## 収録曲
1. 歌姫　作詞：荒木とよひさ / 作曲：都志見隆 / 編曲：川村栄二
2. 3分間のメモリー　作詞：荒木とよひさ / 作曲：都志見隆
3. 歌姫(オリジナルカラオケ)
4. 3分間のメモリー(オリジナルカラオケ)
5. 歌姫(男性キーカラオケ)